# Actiniidae
Actiniidae vormen de grootste familie van zeeanemonen. Zij komen vooral voor in de meer gematigde kustwateren. De meeste leden van deze familie, met uitzondering van Entacmaea quadricolor, vormen geen symbiose met vissen.
De systematische indeling van Actiniidae is vrij lastig, omdat vele soorten in het laboratorium hun kleuren verliezen, en dan niet meer van elkaar te onderscheiden zijn. De rangschikking van de tentakels is een belangrijk criterium om de vele verschillende geslachten van deze familie te kunnen bepalen

## Geslachten
- Actinia Linnaeus, 1767
- Actinioides Haddon & Shackleton, 1893
- Actinopsis
- Actinostella
- Anemonia Risso, 1826
- Antheopsis Simon, 1892
- Anthopleura Duchassaing de Fonbressin & Michelotti, 1860
- Anthostella Carlgren, 1938
- Asteractis Verrill, 1869
- Aulactinia Agassiz in Verrill, 1864
- Bolocera Gosse, 1860
- Boloceropsis McMurrich, 1904
- Bunodactis Verrill, 1899
- Bunodosoma Verrill, 1899
- Cladactella Verrill, 1928
- Condylactis Duchassaing de Fombressin & Michelotti, 1864
- Cribrina Hemprich & Ehrenberg in Ehrenberg, 1834
- Cribrinopsis Carlgren, 1921
- Dofleinia Wassilieff, 1908
- Entacmaea Ehrenberg, 1834
- Epiactis Verrill, 1869
- Glyphoperidium Roule, 1909
- Gyractis Boveri, 1893
- Gyrostoma Kwietniewski, 1897
- Isactinia Carlgren, 1900
- Isanemonia Carlgren, 1950
- Isantheopsis Carlgren, 1942
- Isoaulactinia Belém, Herrera Moreno & Schlenz, 1996
- Isosicyonis Carlgren, 1927
- Isotealia Carlgren, 1899
- Korsaranthus Riemann-Zürneck & Griffiths, 1999
- Leipsiceras Stephenson, 1918
- Macrodactyla Haddon, 1898
- Mesactinia England, 1987
- Myonanthus McMurrich, 1893
- Neocondylactis England, 1987
- Neoparacondylactis Zamponi, 1974
- Onubactis López-González, den Hartog & García-Gómez, 1995
- Oulactis Milne Edwards & Haime, 1851
- Parabunodactis Carlgren, 1928
- Paracondylactis Carlgren, 1934
- Paranemonia Carlgren, 1900
- Parantheopsis McMurrich, 1904
- Paratealia Mathew & Kurian, 1979
- Phialoba Carlgren, 1951
- Phlyctenactis Stuckey, 1909
- Phlyctenanthus Carlgren, 1950
- Phyllactis Milne Edwards & Haime, 1851
- Phymactis Milne Edwards, 1857
- Phymanthea
- Pseudactinia Carlgren, 1928
- Spheractis England, 1992
- Stylobates Dall, 1903
- Synantheopsis England, 1992
- Tealianthus Carlgren, 1927
- Urticina Ehrenberg, 1834
- Urticinopsis Carlgren, 1927

## Externe links

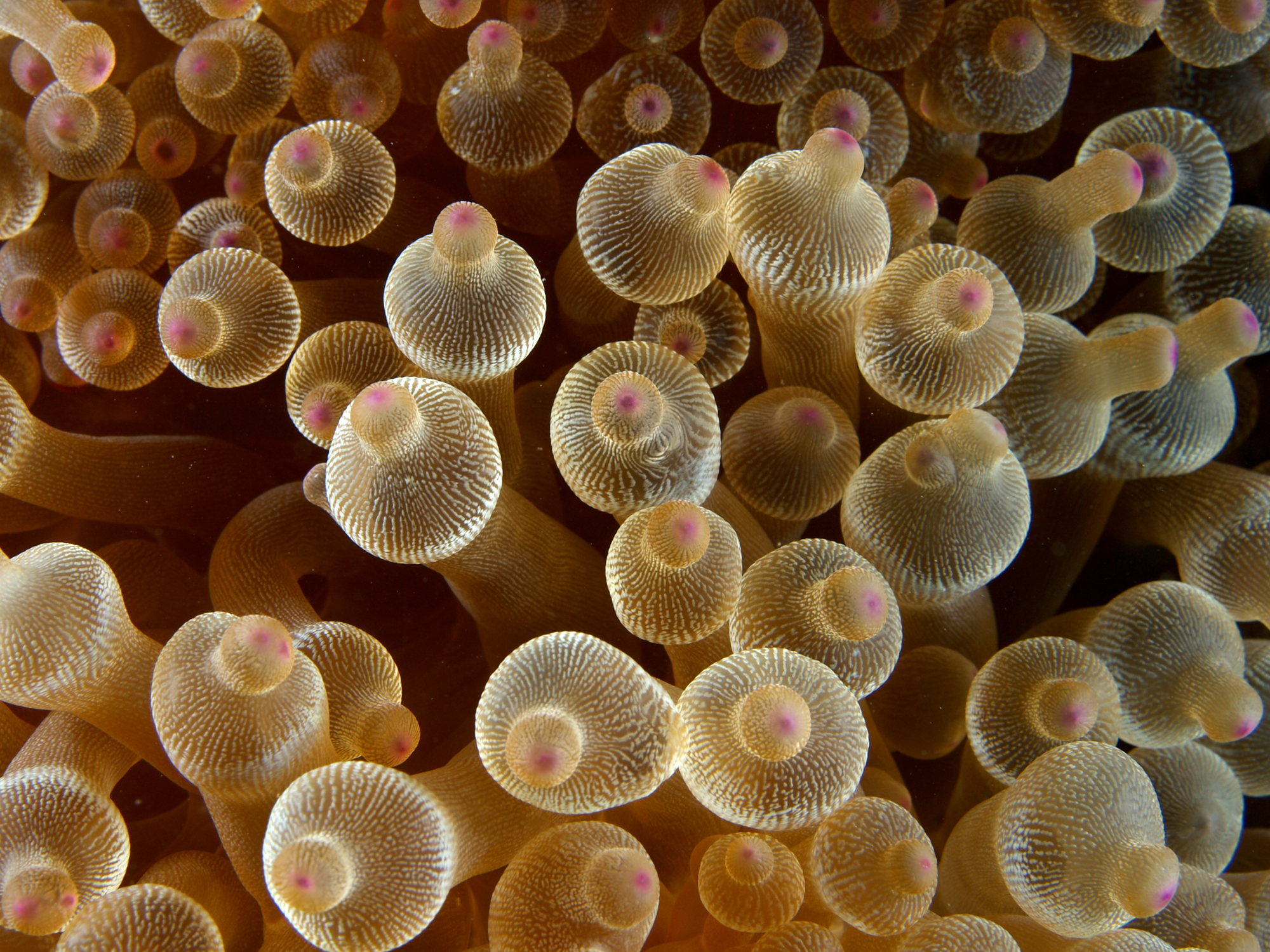
Entacmaea quadricolor, een zeeanemoon uit de familie Actiniidae.